# Иван Минчев (футболист)
Иван Минчев (роден на 28 май 1991 г.) е български футболист, който играе на поста полузащитник. Състезател на Славия (София).